# Прайм
«ПРАЙМ» — российское информационное агентство, специализирующееся на теме экономики. Агентство выпускает линейку информационных продуктов: ленты новостей в режиме on-line, аналитические обзоры и анализ новостей и событий, базы данных, специализированные тематические бюллетени, а также ведет разработки в области информационных технологий. Агентство экономической информации «ПРАЙМ» входит в медиагруппу «Россия Сегодня». Организационно-правовая форма — акционерное общество.

## История
1993 – 1996
АОЗТ «ПРАЙМ» основано в 1993 году как независимое информационное агентство. Одним из первых в России агентство начало выпуск лент финансовых новостей и новостных сводок по российскому рынку ценных бумаг. С 1994 года «ПРАЙМ» являлся официальным издателем и распространителем Вестника Банка России.
1996 – 2011
В июне 1996 года АОЗТ «ПРАЙМ» и ФГУП «ИТАР-ТАСС» учредили Закрытое акционерное общество «Агентство экономической информации «ПРАЙМ-ТАСС». Запущен интернет портал www.prime-tass.ru с экономическими новостями, рыночной аналитикой и котировальными данными.
В 1998 году запущен проект базы данных по всем российским компаниям – «БизнесИнфоРесурс», на сегодняшний день — «БИР-Аналитик».
В 2003 году началось сотрудничество с глобальным агентством Dow Jones Newswires, в 2004 году запущен первый русскоязычный информационный проект, посвященный международному валютному рынку — DJ Forex. В 2003 году портфель агентства дополнен линейкой англоязычных продуктов – лента новостей Prime Live Newswire, ежедневный и еженедельные отраслевые бюллетени, а также интернет-сайт.
В 2004 году «ПРАЙМ» анонсировал запуск «Информационного терминала» — информационно-аналитической системы для просмотра хода торгов, новостных лент, аналитики и проведения технического анализа.
В 2005 году выходит в свет «Вестник золотопромышленника», включающий в себя интернет-портал, бюллетень и ленту новостей.
В 2007 году агентство «ПРАЙМ» начало работать как агентство, уполномоченное ФСФР России на распространение информации, раскрываемой на рынке ценных бумаг. В этот же год «ПРАЙМ» представляет «Торговый терминал» — автоматизированную электронную систему обслуживания клиентов и филиалов финансовых организаций.
2011 – н.в.
В 2011 году Общество с ограниченной ответственностью «Медиа-Капитал», входящее в медиа-холдинг «РИА Новости», приобретает контроль над 65% акций ЗАО «АЭИ ПРАЙМ-ТАСС», 35% акций сохраняет ФГУП «Информационное телеграфное агентство России (ИТАР-ТАСС)». Название агентства изменяется на ЗАО «АЭИ «ПРАЙМ», представлен новый фирменный стиль агентства, проведен ребрендинг.
В октябре 2012 года перезапускается в новом стиле и на новом домене www.1prime.ru основной сайт агентства «ПРАЙМ».
В 2015 году «ПРАЙМ» заключает договор о сотрудничестве с компанией Creditreform Архивная копия от 27 сентября 2018 на Wayback Machine, благодаря которому клиенты агентства «ПРАЙМ» смогут получать информацию по зарубежным компаниям из 214 стран мира, включающую финансовые показатели компаний, контактные данные и реквизиты, основные события, информацию по структуре собственников и составу правления, клиентам и поставщикам, связанным организациям, долгам и залогам.
В 2016 году Агентство экономической информации «ПРАЙМ» стало победителем Премии Рунета в номинации «Экономика, Бизнес и Инвестиции».
В 2017 году агентство «ПРАЙМ» получило лицензию Федеральной службы безопасности России на разработку информационных систем с криптографической защитой.

## Рейтинги и награды
«ПРАЙМ» является лауреатом конкурсов «Экономическое возрождение России», «Финансовая элита России», «ПЕГАЗ», «Серебряный Меркурий», «PensiOscar» и др. В 2016 году агентство «ПРАЙМ» вошло в рейтинг компании Медиалогия «ТОП 5 самых цитируемых российских информационных агентств». В ноябре 2016 года «ПРАЙМ» получил Премию Рунета в номинации «Экономика, Бизнес и Инвестиции». С 2017 года возглавляет рейтинг цитируемости российских финансовых СМИ .

## Продукты и сервисы

### Новости и аналитика
- Бизнес-лента — отражает все значимые экономические новости и события в режиме реального времени, каждые сутки в ленте публикуется до 500 новостных сообщений, интервью, комментарии и прогнозы экспертов
- ПРАЙМ на английском — агентство выпускает новостные ленты, периодические издания и бюллетени на английском языке
- Вестник золотопромышленника — информационный ресурс о рынке золота и драгоценных металлов
- Новостные ленты Dow Jones на русском языке — в партнерстве с американским агентством Dow Jones Newswires выпускаются совместные информационные ленты по валютному, фондовому и товарно-сырьевому рынкам

### Информационно-аналитические системы
- БИР-Аналитик — база данных по всем хозяйствующим субъектам РФ, позволяет осуществлять поиск, мониторинг и комплексный анализ контрагентов и конкурентов, изучать тенденции, проводить отраслевые и рыночные исследования
- БИР-Эмитент — система комплексного анализа всех российских эмитентов
- Инфотерминал — информационно-аналитическая система для просмотра хода торгов, новостных лент, актуальной аналитики, а также проведения технического анализа рыночной ситуации

Торговый терминал ПРАЙМ — автоматизированная электронная система управления финансовыми потоками и активами
Раскрытие информации — АО «Агентство экономической информации «ПРАЙМ» аккредитовано Банком России на проведение действий по раскрытию информации о ценных бумагах и об иных финансовых инструментах. Идентификационный код агентства ПРАЙМ — 5. Сервер раскрытия информации https://disclosure.1prime.ru/ Архивная копия от 1 июня 2018 на Wayback Machine
Издания Банка России — «ПРАЙМ» является официальным издателем и распространителем Вестника Банка России и Статистического бюллетеня Банка России.

## Международное сотрудничество
Совместно с Dow Jones Newswires Архивная копия от 10 октября 2018 на Wayback Machine «ПРАЙМ» выпускает линейку продуктов DJ Forex, DJ Stocks, DJ Commodities. Также «ПРАЙМ» предоставляет доступ к международной сети распространения бизнес-информации CISION PR Newswire. Помимо этого, агентство является официальным партнером Creditreform в России и предоставляет доступ к информации по иностранным компаниям из 214 стран мира, сотрудничает с глобальными информационно-аналитическими базами Factiva и LexisNexis.